# Aberfeldy (distillerie)
Pour les articles homonymes, voir Aberfeldy.
Aberfeldy est une distillerie de whisky située dans la région des Highlands, en plein cœur de l'Écosse.

## Histoire
Elle a été fondée en 1896 par John Dewar, fils de Thomas Dewar.
La distillerie Aberfeldy est située au cœur des Monts Grampians, au Sud des Highlands.
La distillerie Aberfeldy fut entièrement rénovée en 1972. Le whisky de la distillerie est surtout destiné à la production de blends. La distillerie a d'ailleurs été créée par John Dewar pour produire le malt nécessaire à leurs assemblages de whisky. Celui-ci entre dans la composition du célèbre blend Dewar's White Label, Scottish Leader et Johnnie Walker entre autres.

## Toponymie
Aberfeldy en gaélique écossais signifie « La confluence de Palladius ».
Ce nom provient de Aber = confluence et Phellaidh (vieux gaélique) = Palladius, missionnaire chrétien.

## Embouteillages
Le whisky de la distillerie est surtout destiné à la production de blends, entre autres dans la composition du blend Dewar's White Label ; Scottish Leader et Johnnie Walker.
Trois versions officielles existent : le 12 ans, le 16 ans  et le 21 ans d'âge.

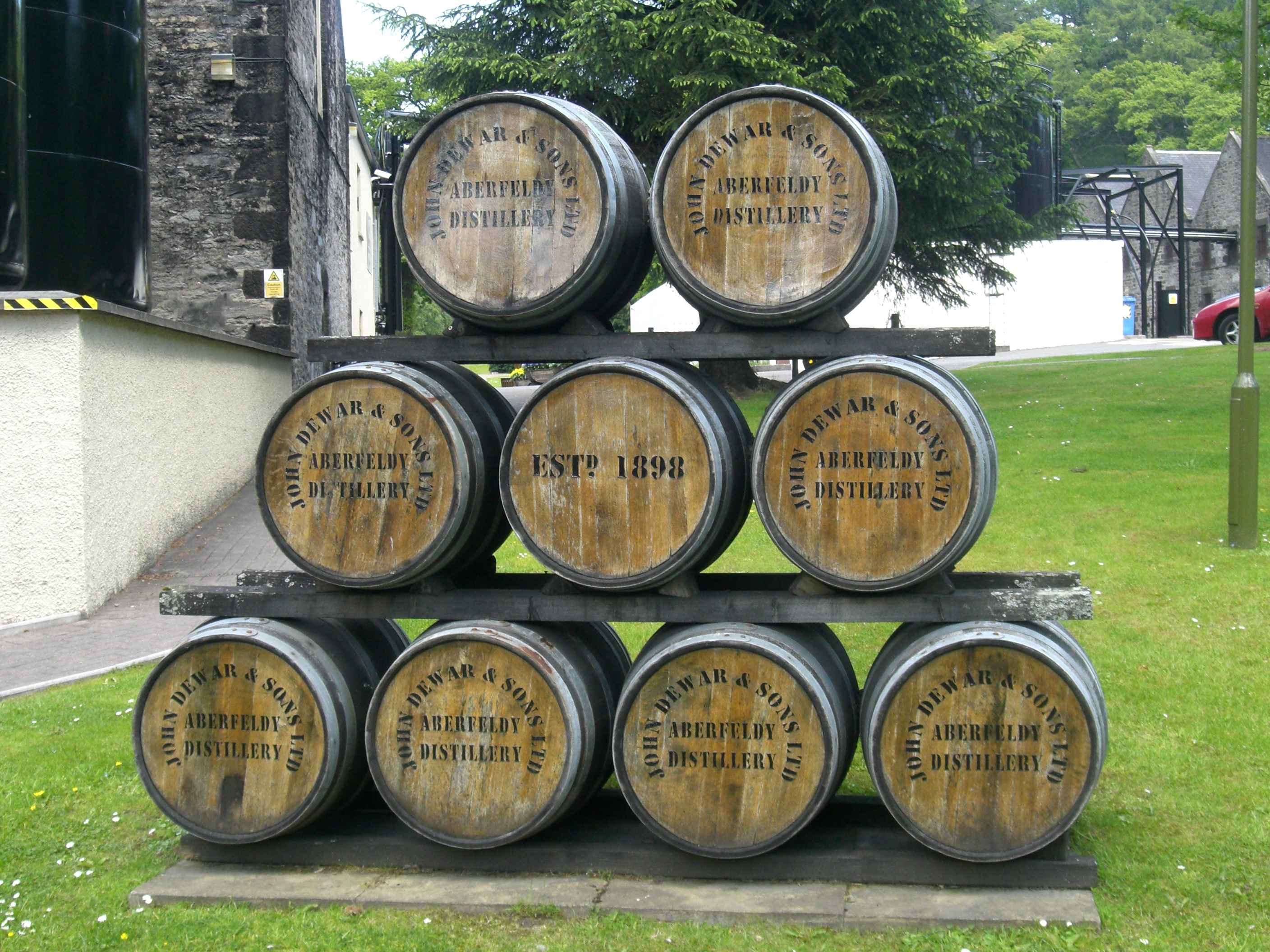
Fût de whisky d'Aberfeldy

### Embouteillage officiel
- Aberfeldy 12 ans[10] (Ce single des Highlands du Sud se montre particulièrement doux et gourmand, tant au nez qu'en bouche.)
- Aberfeldy 18 ans single cask[11],[12] (La distillerie Aberfeldy utilise une eau de source pure et minérale. Avec cette édition réservée au Travel Retail, la distillerie propose un single malt de 18 ans d’âge offrant un caractère riche et crémeux.)
- Aberfeldy 21 ans[13] (Un single malt confidentiel dans une version qui réunit le sud de l'Espagne et le sud de l'Ecosse. Vingt et un ans, l'âge de la maturité. Provenant de l'assemblage de quelques fûts ayant contenu du bourbon et du sherry, cette version officielle est disponible en série limitée.)

### Embouteilleurs indépendants
1. Aberfeldy 10 ans - Provenance  - Autumn distillation - Douglas Laing